# Knut Nystedt
Knut Nystedt (Oslo, 3 september 1915 – aldaar, 8 december 2014) was een Noors componist, dirigent en organist.

## Levensloop
Nystedt studeerde in de jaren dertig bij Arild Sandvold orgel, bij Bjarne Brustad compositie en bij Ølvin Fjelstad orkestdirectie. Na de Tweede Wereldoorlog studeerde hij verder bij Aaron Copland compositie en bij Ernest White orgel. Van 1946 tot 1982 was hij organist aan de Thorshovkerk te Oslo en van 1964 tot 1985 professor voor koordirectie aan de Universiteit van Oslo. Van 1950 tot 1990 was hij eveneens dirigent van het vocaalensemble Det norske solistkor en van 1964 tot 1985 van de Schola Cantorum van de Universiteit van Oslo.
Met Det norske solistkor reisde hij niet uitsluitend in Noorwegen maar ook in Duitsland, Frankrijk en drie keer naar de Verenigde Staten van Amerika. Een bezoek aan Japan, Zuid-Korea, Hongkong en Thailand in 1978 werd gevolgd door concerten in China (1982) en Israël (1984 en 1988).

## Stijl
Als componist heeft hij een centrale positie gedurende een lange periode van zich snel veranderende muzikale stromingen. Met zijn artistieke vakkennis had hij de merkwaardige vakbekwaamheid essentiële nieuwe ontwikkelingen voor zich toe te passen. Zijn persoonlijke stijl is kleurrijk en tegelijkertijd zeer genuanceerd. Indrukwekkend is zijn belijdenis tot de oervorm van de kunstzang, maar zijn wortels liggen in het gregoriaans. Zijn werken werden over de hele wereld uitgevoerd.

## Prijzen en onderscheidingen
De werken werden nationale en internationale prijzen en onderscheidingen toegekend. De Noorse koning heeft hem in 1966 voor zijn bijdragen aan de Noorse muziek tot Ridder in de Orde van Sint-Olaf benoemd. In 1975 werd hem door het Augsburg College de Distinguished Service Citation toegekend voor zijn invloed op de koorcomposities in de Verenigde Staten van Amerika. In 1980 werd hij onderscheiden door het Norwegian Arts Council. Zijn compositie De Profundis werd in 1991 als Best work of the year in alle categorieën van de Vereniging van de Noorse componisten onderscheiden. De Mendoza University in Argentinië heeft hem in 1991 tot ereprofessor benoemd.
Hij schreef kerkmuziek en werken voor orgel, orkest, koor en liederen, symfonieën en andere orkestwerken, kamermuziek en toneelwerken.
Nystedt was tot op hoge leeftijd nog actief, hij overleed op 99-jarige leeftijd.

## Composities

### Werken voor koor
- 1943-1946 Hymn of the Cross voor gemengd koor – tekst (Noors): Islands Skald
- 1943 Koral voor gemengd koor – tekst (Noors): Aage Hall Andersen
- 1943 Norsk salme voor gemengd koor – tekst (Noors): Einar Skjæraasen
- 1948 Sangen voor gemengd koor – tekst (Noors): Rolf Pande
- 1952 Hymnus voor gemengd koor, opus 30 – tekst (Noors): Medieval Hymn
- 1955 Cry Out and Shout voor gemengd koor – tekst (Noors en Engels): uit de Bijbel (Jesaja 12, 2, 3, 6.)
- 1955 Rop ut med fryd voor gemengd koor – tekst: (Noors en Engels): uit de Bijbel: (Jesaja 12, 2, 3, 6.)
- 1957 Natur voor gemengd koor – tekst (Noors): Olav Aukrust
- 1957 Peace I Leave With You voor gemengd koor, opus. 43, No 2 – tekst (Engels): uit de Bijbel: (Johannes 14, 27)
- 1958 Fader, jeg vil voor gemengd koor, opus 45 No 5 – tekst (Noors): uit de Bijbel: (Johannes 17, 24-26)
- 1958 Han er oppstanden voor gemengd koor, opus 45, No 4 – tekst (Engels): uit de Bijbel: (Marcus 16: 6, 7)
- 1958 I Will be as the Dew voor gemengd koor – tekst (Engels): uit de Bijbel: (Hosea 14: 5-7)
- 1958 I Will Praise Thee, O Lord voor gemengd koor, opus 43 No 3 – tekst (Engels): uit de Bijbel: (Psalm 9, 1-2)
- 1958 Jeg vil prise deg, Gud voor gemengd koor, opus 43 No 3 – tekst (Noors): uit de Bijbel: (Psalm 9, 1-2); Ann Sæthre
- 1958 Landet har gitt sin grøde voor gemengd koor, opus 45, No 1 – tekst (Noors): uit de Bijbel: (Psalm 65 en 66)
- 1959 Kommer vel lyset inn voor gemengd koor, opus 45 No 7 – tekst (Noors): uit de Bijbel: (Marcus 4, 21-25)
- 1960 Himlenes rike voor gemengd koor, opus 45 No 6 – tekst (Noors): uit de Bijbel. (Matthew 13, 31-32 and 35)
- 1961 Psalmus 93, Dominus regnat voor gemengd koor, opus 49 – tekst (Latijn): uit de Bijbel: (Psalms 93: Liber Usualis)
- 1962 Psalm 138 for double Chorus of Mixed Voices – tekst (Engels): uit de Bijbel: (Psalms 138)
- 1962 I stenbrottet voor gemengd koor – tekst (Zweeds): Nils Bolander
- 1964 De profundis voor gemengd koor, opus 54 – tekst (Latijn): uit de Bijbel: (Psalm 130 )
- 1964 Peace be unto you voor gemengd koor – tekst (Engels): uit de Bijbel: (Johannes 20, 19-21)
- 1966 Praise to God voor gemengd koor, opus 55 – tekst (Engels): Anna Laetitia Barbauld
- 1968 The Path of the Just voor gemengd koor, opus 61, No 1 – tekst (Engels): uit de Bijbel: (Spreuken 4, 18-23)
- 1969 All the Ways of a Man voor gemengd koor, opus 61, No 3 – tekst (Engels): uit de Bijbel (Spreuken, 16,2-9 en 16-20)
- 1972 Gjennom denne dagens timer Morgensalme voor gemengd koor – tekst (Noors): Svein Ellingsen
- 1972 If You Receive My Words voor gemengd koor, opus 61, No 4 – tekst (Engels): uit de Bijbel: (Spreuken 2: 1-15; 3: 1-4)
- 1973 Psalm 77 voor gemengd koor
- 1973 Din ungdom voor gemengd koor – tekst (Noors): Arne Paasche Aasen
- 1974 Døden må vike voor gemengd koor – tekst (Noors): Svein Ellingsen
- 1976 I Will Greatly Rejoice voor gemengd koor – tekst (Engels): uit de Bijbel: (Jesaja 61, 10-11)
- 1977 O Crux voor gemengd koor, opus 79 – tekst (Latijn): Venantius Fortunatus
- 1977 Christmas Carols voor gemengd koor en orff instrumenten
- 1977 Listen to Me voor gemengd koor – tekst (Engels): uit de Bijbel: (Jesaja 41, 1, 13, 17-20; 42, 10-12)
- 1978 Gammelvegen voor gemengd koor, opus 81b – tekst (Noors): Einar Skjæraasen
- 1981 Kristi förklarings dag voor gemengd koor – tekst (Zweeds): uit de Bijbel: (Mattheüs 17, 1-8)
- 1982 Sing and Rejoice voor gemengd koor, opus 92b – tekst (Engels): uit de Bijbel: (Jesaja)
- 1983 I Will Sing You A New Song voor gemengd koor, opus 93b – tekst (Engels): uit de Bijbel: (Psalm 144)
- 1983 In Principio voor gemengd koor, opus 98 – tekst (Laitjn): uit de Bijbel: (Johannes 1, 1-14)
- 1985 Adoro te voor gemengd koor, opus 107 – tekst (Latijn): Thomas van Aquino
- 1985 The lamentations of Jeremiah voor gemengd koor – tekst (Engels): uit de Bijbel: (Klaagliederen)
- 1986 My Soul, There Is a Country voor gemengd koor, opus 112 – tekst (Engels): Henry Vaughan
- 1987 Jeg, Herren, har kalt deg Motet voor gemengd koor – tekst (Noors): uit de Bijbel: (Jesaja 42, 5-7)
- 1990 Die Güte des Herrn voor gemengd koor, opus 125 – tekst (Duits): uit de Bijbel: (Klaagliederen 2, 18-20; 3, 19-26 en 41)
- 1990 Three Sacred Songs voor gemengd koor, opus 120 – tekst (Duits en Engels): Joseph von Eichendorff en Jack Boyd
- 1991 Humoreske Gjenta som ville gifta seg – Norwegian Folk Tune voor gemengd koor
- 1992 Den svalande vind Norwegian Folk Tune – tekst (Noors)
- 1992 Four Grieg Songs voor gemengd koor, opus 132
- 1993 Miserere opus 140, Sixteen-part Chorus of Mixed Voices a Cappella – tekst (Latijn en Noors) uit de Bijbel (Psalm 50 en 51)
- 1995 Be not Afraid voor gemengd koor – tekst (Engels): uit de Bijbel: (Jesaja 41.10, 43.1)
- 1999 Prayers of Kierkegaard voor gemengd koor – tekst (Engels): Edna Hong en Howard H. Hong
- Astri, mi Astri voor gemengd koor
- Blessed be he voor gemengd koor – tekst (Engels): uit de Bijbel: (Psalm 118)
- Do Not Be Anxious voor gemengd koor – tekst (Engels): uit de Bijbel: Lukas 12
- Every hour that this day gives me voor gemengd koor – tekst (Engels): Svein Ellingsen, transl. Hedwig T. Durnbaugh
- Hambo i 5/4 takt Hambo om bakfoten voor gemengd koor – tekst: Without words
- He Has Risen voor gemengd koor – tekst (Eng): uit de Bijbel
- I am the bread of life voor gemengd koor – tekst (Engels): uit de Bijbel: (Johannes 6)
- Idag er nådens tid Folk Tune from Alvdal voor gemengd koor – tekst (Noors): H. A. Brorson
- Immortal Bach Arranged for Mixed Choir – tekst (Duits)
- Laudate voor gemengd koor
- Lord God of Israel voor gemengd koor – tekst (Engels): uit de Bijbel: (1 Koningen 8, 23; Jeremia 4: 2)
- Lovsang voor gemengd koor – tekst (Noors): Svein Ellingsen
- Neslandskyrkja voor gemengd koor, solist – tekst (Noors): M.B. Landstad
- Put a ring on his hand voor gemengd koor – tekst (Engels): Anders Frostenson vertaling Hedwig T. Durnbaugh
- Salige visshet voor gemengd koor – tekst (Noors): Fanny Crosby
- Sanctus voor gemengd koor, opus 2, No 2
- Two Oriental Folk Songs voor gemengd koor – tekst (Koreans en Japans):
  1. Airrang (Korea).
  2. Sakura (Japan)

### Werken voor orkest
- 1941 Høgfjell – The Mountains Liten suite for orkester, opus 8
- 1942-1943 Symfonie opus 13
- 1946 Concerto grosso voor 3 trompetten en strijkers, opus 17
- 1947 Spenningens land – (The Land of Suspence) symfonische fantasie, opus 19
- 1950 Fest-ouverture opus 25
- 1951 Symphony for Strings opus 26
- 1952 Concertino for Clarinet, English Horn and Strings, opus 29
- 1952 Isgangsvær voor vocaalsolisten en strijkers, opus 31 – tekst: R. Pande
- 1958/1960 De syv segl – (The Seven Seals) opus 46
- 1963 Collocations opus 53
- 1974 Mirage, opus 71
- 1979 Ichthys – (Fisken) opus 76
- 1983 Sinfonia del mare opus 97
- 1987 Concerto for horn and orchestra opus 114
- 1991 Concerto Arctandriae for Strings opus 128
- Halling opus 16
- Exsultate opus 74b
- Løven gjesper – (The Lion Yawns) voor vocaalsolisten en orkest, opus 38 Nr. 3 – tekst: A. Bjerke
- Soldag i fjellet (Sunny Day in the Mountains) voor vocaalsolisten en orkest, opus 12 Nr. 3 – tekst: O. Setrom

### Werken voor harmonieorkest en brassband
- 1969 Entrata Festiva for Symphonic Band opus 60
- 1971 Pia Memoria voor harmonieorkest
- 1981 Mountain Scenes Fantasy for Concert Band, opus 90a
- 1982 Masquerade voor brassband, opus 91
- 1982 Celebration for Symphonic Band opus 94
- 1985 The Greater Glory opus 105
- 1993 Fanfare opus 139 voor blazers, pauken en percussie

### Werken voor koor en orkest
- 1944 Norge mitt land – (Norway my Country) voor baritonsolo en orkest, opus 15 – tekst: R. Pande
- 1953 Solsong – (Awakening of Spring) voor gemengd koor en orkest, opus 33 – tekst (Noors en Engels): A. Hovden

### Missen, cantates, oratoria en geestelijke werken
- 1946 Nådevegen – (Norrønt kristenkvede) voor sopraan, tenor en bas, gemengd koor, orgel en orkest, opus 14
- 1954 Brennofferet – (The Burnt Sacrifice) Bijbelse scène, voor spreker, gemengd koor en orkest, opus 36 – tekst (Noors en Engels): uit het boek van de Koningen 18.17-39
- 1957 Ungdom – Youth Temperance Cantata voor baritonsolo, gemengd koor en orkest, opus 41 – tekst: A. Stigum
- 1968 Lucis creator optime voor sopraan, bariton, gemengd koor, orgel en orkest, opus 58 – tekst (Latijn): Gregor I
- 1977 Et Norsk Te Deum – (Een Noors Te Deum) voor gemengd koor en orkest, opus 78 – tekst: trad. transkr. M. Skard
- 1984 Missa Brevis voor gemengd koor, opus 102 – tekst (Latijn)
- 1989 Salomos Høsang – Song of Salomon voor sopraan, bariton, spreker, gemengd koor, dansers, gitaar, orgel en orkest, opus 116 – tekst (Hebreeuws en Noors): uit de Bijbel (Hooglied) en Egil A. Wyller
- 1991 Ave Christe voor kinder- en jeugdkoren met instrumenten, opus 129 – teksten (Latijn, Duits en Engels): Liber Usualis, uit de Bijbel en van Fred Kaan
- 1994 Kristnikvede voor het 1000-jarige jubileum van de kerstening van Noorwegen, opus 144, voor gemengd koor, orgel en orkest – tekst (Latijn en Noors): Arve Brunvoll
- 1996 A Song in the Night voor sopraan, bariton, gemengd koor, fluit, percussie en strijkorkest, opus 149 – teksten (Engels): uit de Bijbel (Jesaja)
- 1998 Apocalypsis Joannis symfonie voor sopraan- en tenorsolo, gemengd koor en orkest, opus 155, – tekst (Noors): uit de Bijbel

### Werken voor orgel
- 1940 Variasjoner over den norske folketone ‘Med Jesus vil eg fara’ opus 4
- 1941 Introduzione e passacaglia per organo opus 7
- 1941 Toccata opus 9
- 1948 Four Sacred Preludes opus 24
- 1951 Deus, sancta trinitas opus 28
- 1958 Partita opus 44
- 1961 Pietà opus 50
- 1968 Fantasia trionfale opus 37
- 1973 Resurrexit opus 68
- 1973 Tu es Petrus opus 69
- 1975 Exsultate opus 74a
- 1976 Festludium
- 1976 Veni creator spiritus opus 75 – Partita
- 1978 Suite d'orgue opus 84
- 1990 Prélude héroïque opus 123
- 1992 Monté à la Gloire – (Forfremmed til Herligheten) opus 131
- 1992 Le Verbe éternel opus 133
- 1993 Concerto Sacro for Violin and Organ opus 137
- 1997 Christ ist erstanden voor orgel, 2 percussies ad libitum, opus 153

### Kamermuziek
- 1969 Intrada voor koperkwintet
- 1978 Rhapsody in Green opus 82 voor koperensemble
- 1980 Music for 6 Trombones opus 87